# گوستاو کایبوت
گوستاو کایبوت (به فرانسوی: Gustave Caillebotte) ‏(۱۹ اوت، ۱۸۴۸ - ۳۰ آوریل، ۱۸۹۴) از رهبران و پیشگامان مکتب نقاشی دریافتگری (امپرسیونیسم) است، اگرچه وی بیشتر از سایر اعضای این سبک به شیوه واقع‌گرایی نقاشی می‌کرد. وی همچنین در زمره اولین کسانی بود که عکاسی را یک شاخه هنری می‌دانستند.

## سال‌های آغازین زندگی

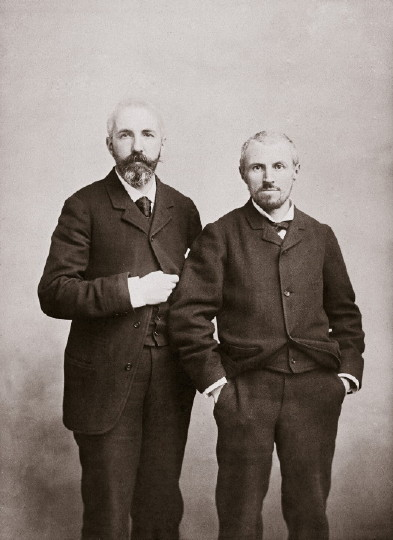
تصویر مربوط

گوستاو کایبوت در ۱۹ اوت سال ۱۸۴۸ میلادی در خانواده‌ای مرفه در پاریس به دنیا آمد. پدرش «مارسیال کایبوت»، وارث تجارت موروثی پوشاک نظامی و همچنین، قاضی دیوان محکمه تجاری در بخش سن شهر پاریس بود. پدر کایبوت همسرانش را در دو ازدواج اول و پیش از ازدواج با مادر کایبوت «سلست دوفسن» از دست داده‌بود. ثمرهٔ این ازدواج غیر از گوستاو، دو پسر دیگر به نام‌های رنه و مارسیال بود.
گوستاو در خانه پدری‌اش در خیابان محله سن دنی در پاریس به دنیا آمد و تا سال ۱۸۶۶ که پدرش خانه‌ای در خیابان میرومسنیل ساخت، در آنجا زندگی کرد. از سال ۱۸۶۰ خانواده کایبوت بسیاری از تابستان‌ها را در یرس، شهری در کنار رودخانه یرس در ۱۲ مایلی جنوب پاریس جایی که پدر کایبوت ملکی بزرگ خریده‌بود، می‌گذراند. احتمالاً از این زمان بود که کایبوت طراحی و نقاشی را شروع کرد.
در سال ۱۸۶۸، گوستاو مدرکی در حقوق گرفت و دو سال بعد توانست گواهی وکالتش را بگیرد. اندکی بعد وی برای شرکت در «نبرد فرانکو-جرمن» در سال ۱۸۷۰ برگزیده‌شد و در نیروی سواره‌نظام ملی سن خدمت کرد.

## زندگی هنری

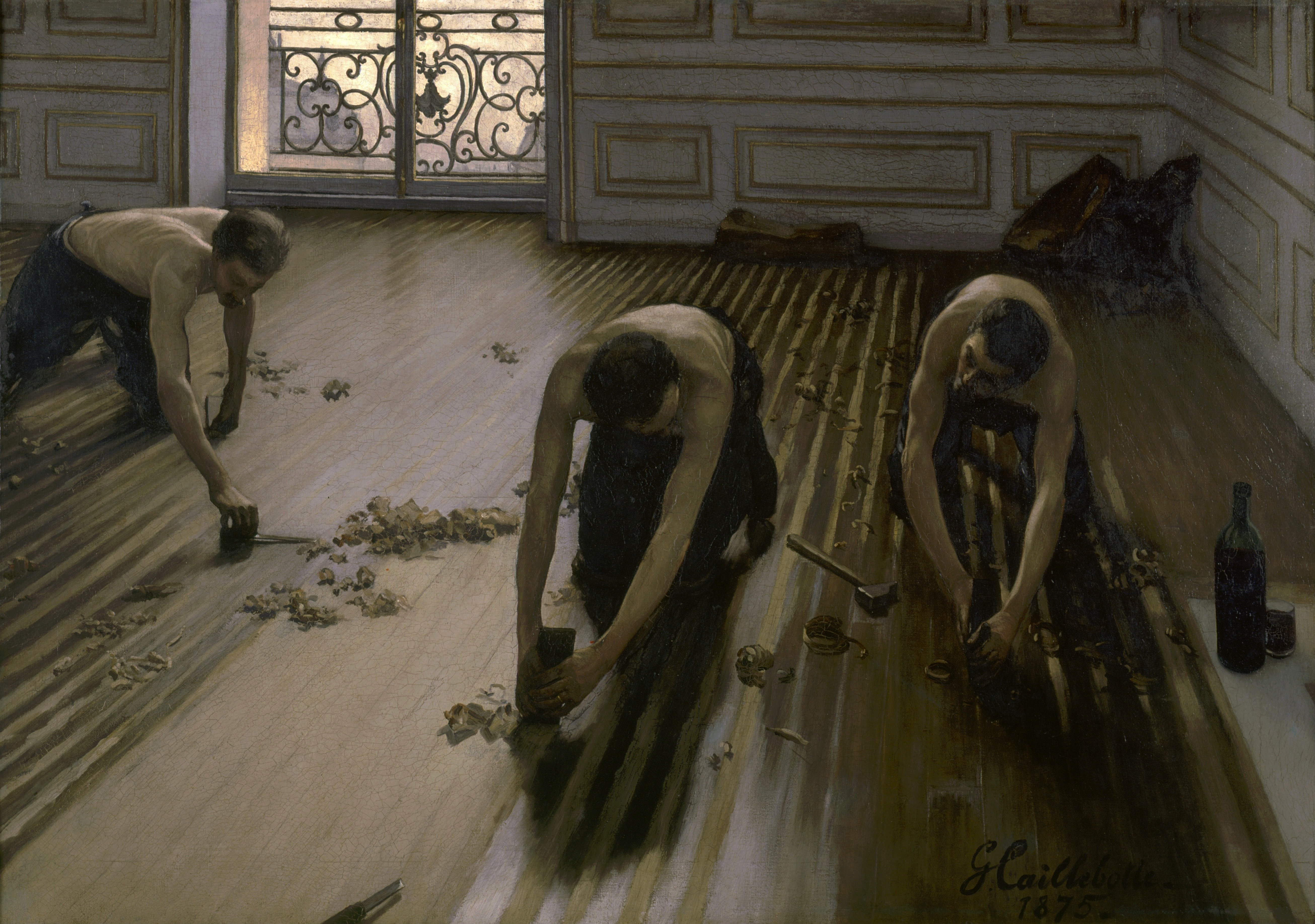
تابلوی رنده‌کاران (۱۸۷۵).

پس از پایان جنگ، گوستاو شروع به ملاقات نقاش فرانسوی لئو بونا و کارگاه وی کرد، جایی که او به‌طور جدی به مطالعه نقاشی روی آورد. او در مدت زمان کوتاهی سبک هنری خود را گسترش داد و اولین کارگاه خود را در منزل پدریش بر پا کرد. وی همچنین در مدرسه هنرهای زیبا شرکت کرد اما ظاهراً وقت زیادی را در آنجا نگذراند. در سال ۱۸۷۴ او ثروت پدرش را پس از مرگ وی به ارث برد و پس از مرگ مادر در سال ۱۸۷۸، او و برادرانش ثروت خانوادگی را میان خود تقسیم کردند. تقریباً در ۱۸۷۴ بود که گوستاو با تعدادی از هنرمندان خارج از آکادمی رسمی فرانسه ملاقات کرد و طرح دوستی ریخت، از آن میان می‌توان به دیگر نقاش پاریسی ادگار دگا و نقاش ایتالیایی جوزپه دی نیتیس اشاره کرد. وی همچنین در سال ۱۸۷۴ در اولین نمایشگاه امپرسیونیسم حضور یافت اما رسماً تابلویی در این نمایشگاه نداشت.
امپرسیونیست‌ها که به «مستقلین»، «ناسازگاران» و «خیال‌پردازان» نیز مشهور بودند، از نمایش سالیانه آثار نقاشان آکادمیک در سالون جدا شدند. در سال ۱۸۷۶ میلادی، کایبوت نخستین ارائه‌اش به دومین نمایشگاه امپرسیونیست‌ها را با ۸ تابلو که شامل اولین شاهکارش با نام «رنده‌کاران» (۱۸۷۵) نیز بود، انجام داد. در این تابلو، تصویر کارگرانی که کف چوبی ساختمانی را آماده می‌کردند از سوی بعضی از منتقدین عامیانه برداشت شد و احتمالاً به همین دلیل از سالون در سال ۱۸۷۵ کنار گذاشته‌شد. در آن زمان، تنها تصاویری از مردم روستایی و کشاورز به عنوان موضوعی قابل قبول برای نقاشی از طبقه کارگر شناخته می‌شد. تابلوی رنده‌کاران هم‌اینک در موزه اورسی شهر پاریس نگهداری می‌شود. نسخه دوم این اثر، در سبکی به مراتب واقع‌گراتر و شبیه به آثار ادگار دگا خلق شده‌است که گستره مهارت فنی کایبوت در نقاشی و بازگویی هنرمندانه وی از موضوعی متشابه را نشان می‌دهد.

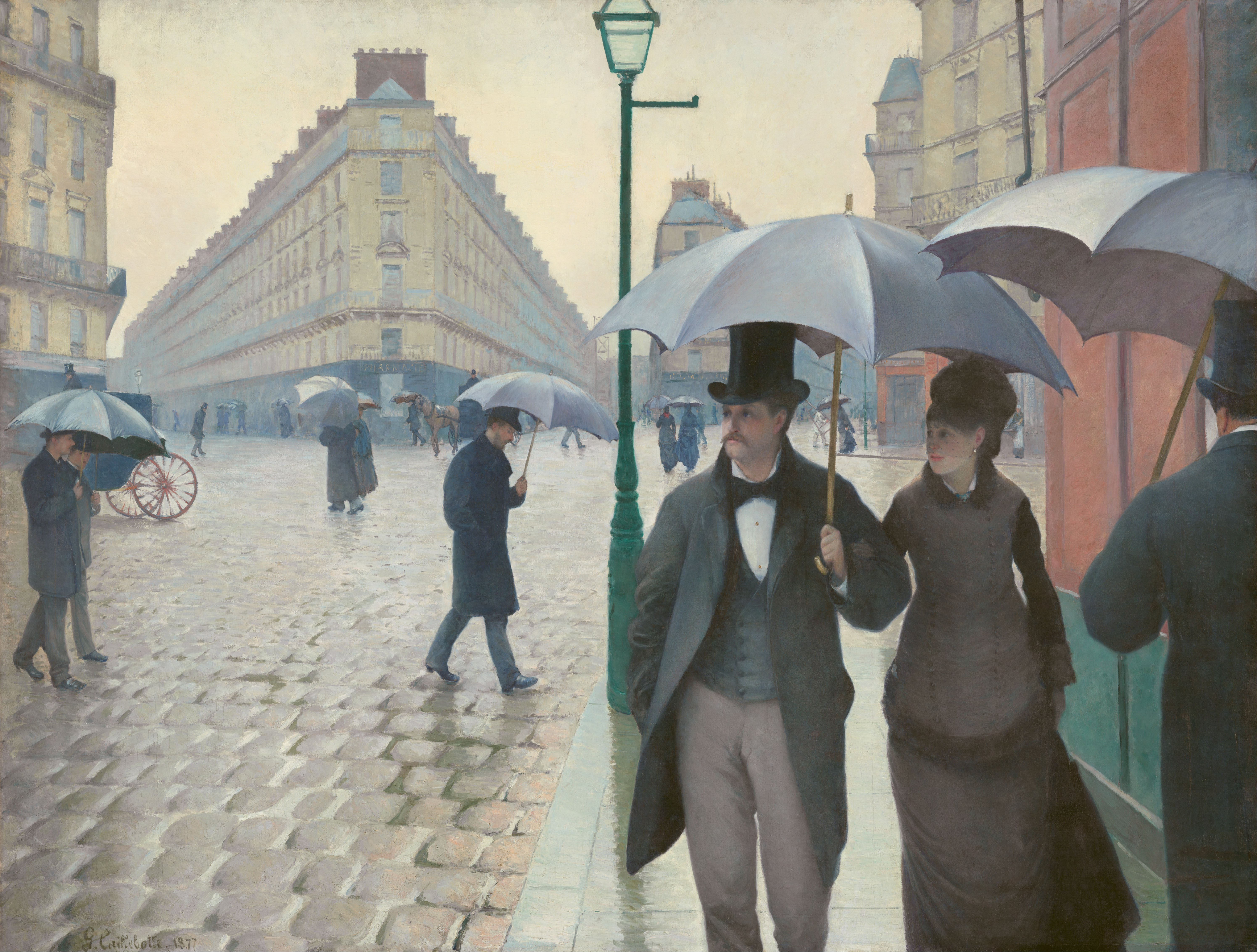
پاریس، یک روز بارانی (۱۸۷۷ میلادی)

کایبوت در سبک کارهایش بیشتر به مکتب رئالیسم پایبند است اما آثارش به شدت تحت تأثیر وابستگی وی به امپرسیونیسم قرار دارند. کایبوت سعی در نقاشی واقعیت آن‌گونه که وجود داشت و آن‌طور که او می‌دید، داشت همان‌گونه که پیش از وی ژان فرانسوا میله، گوستاو کوربه و ادگار دگا هنرمندان هم‌دوره‌اش نیز چنین تلاشی به امید کاهش خاصیت ذاتی تماشاگرپسند بودن نقاشی داشتند. شاید به دلیل ارتباط تنگاتنگ کایبوت با بسیاری از نقاشان هم‌عصرش بود که سبک و مهارت فنی او در نقاشی در گذر زمان و در میان آثار مختلف به شکل قابل ملاحظه‌ای تغییر می‌کند. او سبک و اسلوب خاصی را قرض می‌گرفت، تجربه می‌کرد و دست آخر، به هیچ‌کدام از این سبک‌های مختلف پایبند نمی‌ماند. گاهی از اوقات به نظر می‌آید کایبوت در رئالیسم دگا با رنگ‌هایی غنی (به ویژه در فضاهای داخل ساختمان) به سر می‌برد و گاهی دیگر، پایبند به تعهد امپرسیونیست‌ها در «صداقت بصری» است و از ضربات نرم و پاستل‌گونه قلم‌مو مشابه کارهای رنوار و پیسارو، البته با پالتی محدودتر استفاده می‌کند.
بسیاری از آثار کایبوت را فضاهایی داخل خانه و پرتره با موضوعاتی خانوادگی تشکیل می‌دهند. او در بسیاری از نگاره‌هایش از اعضای خانواده استفاده کرده‌است. «مردی جوان در کنار پنجره» (۱۸۷۵) برادرش رنه را در خانهٔ پدری در خیابان میرومسنیل نشان می‌دهد، «درختان پرتقال» (۱۸۷۸) مارسیال را در کنار دخترخاله‌اش زوئه در باغ ملک خانوادگی در یرس به تصویر کشیده‌است یا در «پرتره‌هایی در ییلاق» (۱۸۷۵)، مادرش را در کنار خاله و دخترخاله‌اش به همراه یکی از دوستان خانوادگی نشان می‌دهد. کایبوت در بسیاری از آثارش از صحنه‌های غذاخوردن، پاسور بازی کردن، نواختن پیانو، مطالعه و خیاطی استفاده کرده‌است که محیط گرم و صمیمی و آرامش زندگی خانوادگی در طبقه مرفه آن دوران را به زیبایی به تصویر کشیده‌است.
تصاویری که وی در یرس ثبت کرده‌است، بیشتر به لذت قایق‌سواری در رودخانه، ماهیگیری و شنا در کنار تصاویری خانوادگی در خانه ییلاقی‌شان می‌پردازد. کایبوت اغلب از تکنیک امپرسیونیستی ملایم رنوار در رساندن مفهوم طبیعت ساکن در محیطی روستایی استفاده کرده‌است که در تضاد با نگاره‌های وی از محیط‌های شهری با حرکات یکنواخت و مسطح قلم‌مو است. کایبوت در تابلوی «پاروزن با کلاه» (۱۸۷۷)، پرسپکتیوی مؤثر را در پاروزنی که در ردیف عقب نشسته‌است و رو به سوی پاروزن دیگر و جریان رودخانه دارد به مراتب واقع‌گراتر از صحنهٔ قایق‌سواری مانه به تصویر کشیده‌است.
کایبوت بیشتر برای خلق تصاویری بدیع از محیط شهری پاریس، تابلوهایی مانند «پل اروپا» (۱۸۷۶) و «پاریس، یک روز بارانی» (۱۸۷۷) معروف است. در میان انبوهی از آثار وی، پاریس، یک روز بارانی به دلیل رنگ‌آمیزی یک‌دست و ترکیبی عکس‌مانند، اثری کاملاً منحصربه‌فرد است. کاربرد اصول عکاسی در این اثر، نگاهی شاخص و مدرن مانند نگاهی که رئالیست‌های آمریکایی نظیر ادوارد هاپر داشتند، به این کار بخشیده‌است. بسیاری از نقاشی‌های وی از مناظر شهری به‌دلیل کاربرد پرسپکتیوی اغراق‌آمیز و غیرعادی، بسیار بحث‌برانگیز بودند. در «مردی در بالکن» (۱۸۸۰)، او با کاربرد پرسپکتیوی غیرعادی بیننده را دعوت به فضای بالکن برای مشاهده منظره‌ای از شهر که در دوردست‌ها ختم می‌شود، می‌کند. بسیاری از آثار کایبوت در مناظر شهری به‌دلیل عدم تابعیت او از سبکی خاص در نقاشی، همگی در یک بازهٔ زمانی مشخص خلق شده‌اند و مانند «جایی در سن آگوستین» (۱۸۷۷ میلادی)، به نحو قابل توجهی فراواقع‌گرا هستند.
زمین شیب‌دار که در تمامی این آثار به کار رفته‌است، از ویژگی‌های منحصر به فرد کارهای کایبوت است که خود احتمالاً تحت تأثیر هنر ژاپنی و تکنولوژی جدید در عکاسی بود، هرچندکه مدارکی دال بر استفاده مستقیم نقاش از عکاسی در دسترس نیست. تکنیک‌هایی مانند جداسازی و زوم کردن که به‌طور گسترده در آثار عمدهٔ کایبوت یافت می‌شوند، همان‌قدر که احتمالاً نتیجه علاقه نقاش به هنر عکاسی هستند به‌همان اندازه نشانگر علاقهٔ شدید او به پرسپکتیو و کاربردش نیز می‌باشند. همچنین در تعداد زیادی از آثار کایبوت از نقطهٔ دیدی مرتفع استفاده شده‌است، مانند «نمایی از پشت‌بام‌ها» (۱۸۷۸)، بلوار در نمایی از بالا (۱۸۸۰) و «کنارگذر» (۱۸۸۰).
تمرکز آثار کایبوت در طبیعت بی‌جان بیشتر بر غذا است، چه آن دسته که بر روی میز آماده صرف است و دسته‌ای دیگر آماده برای خرید، مانند مجموعه‌ای از نقاشی‌هایی که کایبوت از گوشت در یک مغازه قصابی کشیده‌است. او در دهه ۱۸۹۰ به آفرینش نگاره‌هایی در طبیعت بی‌جان از گل‌ها و همچنین پرتره‌هایی با سوژه‌هایی برهنه پرداخت. از مهم‌ترین این پرتره‌ها می‌توان به «برهنه روی مبل» اشاره‌کرد که به‌طور آشکار نه محرک بود و نه نشانگر یک نوع طرز فکر و بیشتر از نوع دیگر آثار نقاشی با سوژهٔ زنی برهنه است که در آن دوره کاملاً عادی و پیش پا افتاده بود.

## سال‌های پایانی زندگی

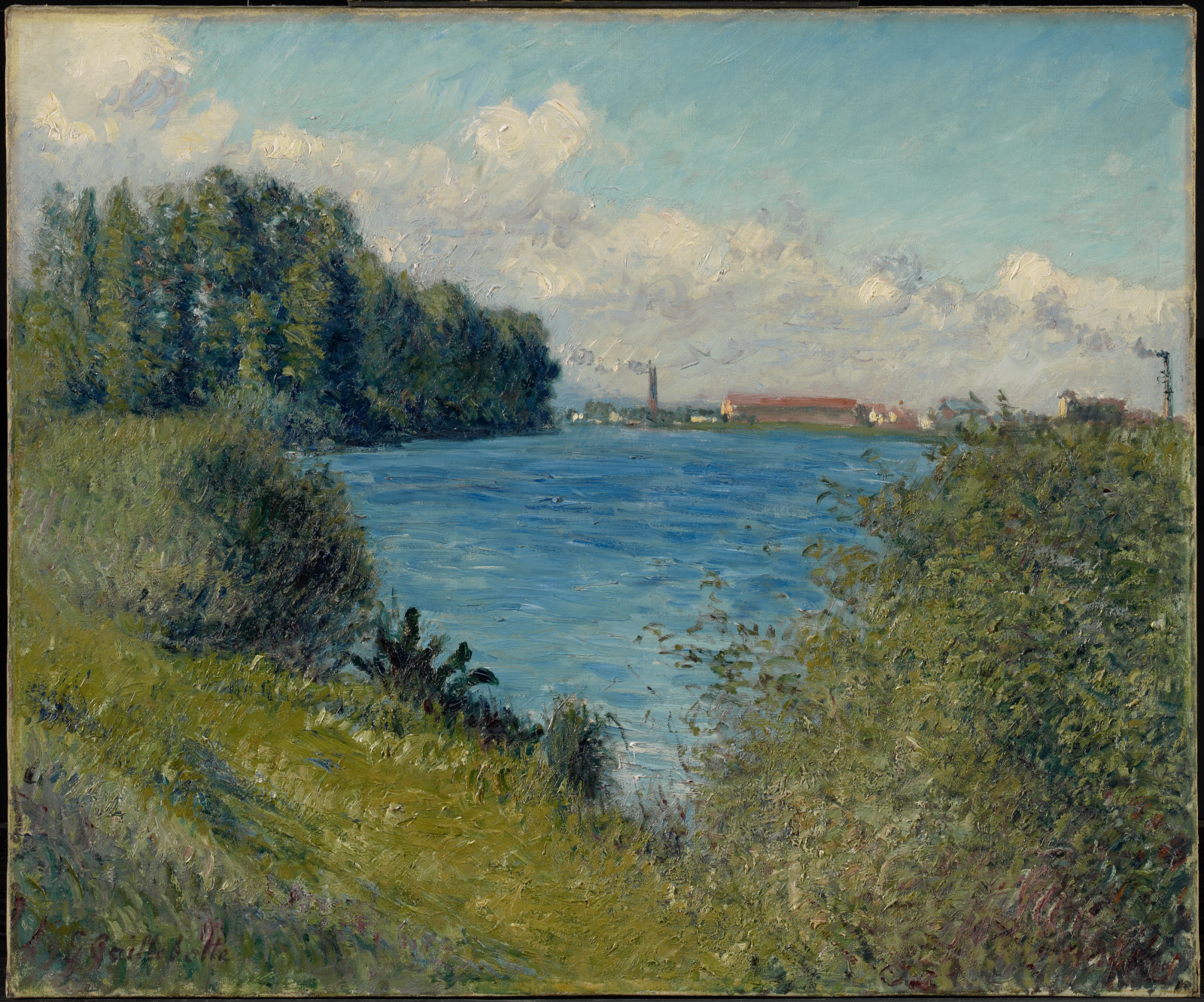
پدیدآور:گوستاو کایبوت

در ۱۸۸۱، کایبوت خانه‌ای در ژنویلیه در کنار رود سن نزدیک ارژانتوی خرید و در ۱۸۸۸ میلادی، در آنجا ساکن شد. او تقریباً از سن ۳۴ سالگی نمایش آثار خود را متوقف کرد و بیشتر به باغبانی، بنایی و قایقرانی پرداخت. او همچنین بیشتر وقت خود را با برادرش مارسیال و دوستش رنه می‌گذراند که اغلب به ژنویلیه می‌آمدند و با یکدیگر به بحث در مورد هنر، سیاست، ادبیات و فلسفه می‌پرداختند. کایبوت با اینکه هرگز ازدواج نکرد اما با شارلوت برتیه، زنی از طبقه پایین اجتماعی که یازده سال از وی کوچکتر بود ارتباطی جدی داشت. کایبوت پس از مرگ برای او مقرری سالیانه قابل ملاحظه‌ای باقی گذاشت.
با آغاز دهه ۱۸۹۰ میلادی، پایبندی کایبوت به نقاشی به شدت کاهش یافت تا حدی که وی دیگر تابلوهایی در بوم بزرگ کار نمی‌کرد. گوستاو کایبوت به سال ۱۸۹۴ میلادی در حالی که به باغبانی در خانه‌اش در ژنویلیه مشغول بود، به دلیل تنگی نفس در سن ۴۵ سالگی از دنیا رفت و در گورستان پرلاشز در پاریس به خاک سپرده‌شد.
برای سال‌های متمادی، شهرت کایبوت به عنوان یک نقاش با شهرتش به عنوان یک حامی هنری جایگزین شده‌بود. بااین‌حال هفتاد سال پس از مرگش، مورخان هنری شروع به ارزیابی مجدد آثار وی کردند. استفاده برجسته وی از پرسپکتیو متغیر همواره مورد تحسین بوده و او را از همکارانش که در دیگر زمینه‌های هنری از وی پیشی گرفتند، کاملاً جدا کرده‌است. هنر وی پیشتر تا دهه ۱۹۵۰ میلادی کاملاً فراموش شده‌بود تا زمانی که بازماندگانش شروع به فروش مجموعه خانوادگی کردند. در ۱۹۶۴ میلادی، موسسه هنر شیکاگو تابلوی پاریس، یک روز بارانی را خریداری کرد که خود نشانگر علاقه آمریکاییان به این هنرمند است. با آغاز دهه ۱۹۷۰، آثار او دوباره به نمایش گذاشته و منتقدانه ارزیابی شد.

## حامی و مجموعه‌دار
مقرری قابل ملاحظه کایبوت با میراثی که وی پس از مرگ پدر در سال ۱۸۷۴ و مادر در سال ۱۸۷۸ دریافت کرد، او را قادر کرده‌بود تا به نقاشی بدون دغدغه فروش آن‌ها بپردازد. ثروت کایبوت همچنین به او این اجازه را داده‌بود تا به نمایشگاه امپرسیونیست‌ها کمک مالی کند و دیگر هنرمندان و دوستانش را (شامل مونه، رنوار و پیسارو در میان دیگر هنرمندان) با خرید آثارشان مورد حمایت خویش قرار دهد که حتی در مورد مونه، پرداخت اجاره‌بهای کارگاهش را نیز شامل می‌شد.
کایبوت نخستین اثر مونه را در سال ۱۸۷۶ خرید و این نوع کمک وی، نقش بسزایی در تداوم حرفه هنری و بقای مالی این هنرمندان داشت. او همچنین در تکفل مالی هنرمندان دقیق بود به گونه‌ای که هیچ‌گاه آثاری از سورا، گوگن یا آثاری از هیچ سمبولیست دیگری خریداری نکرد. او همچنین نقش مؤثری در متقاعد کردن مسئولان موزه لوور در خرید تابلوی «المپیا» اثر ادوار مانه داشت.

## نگارخانه

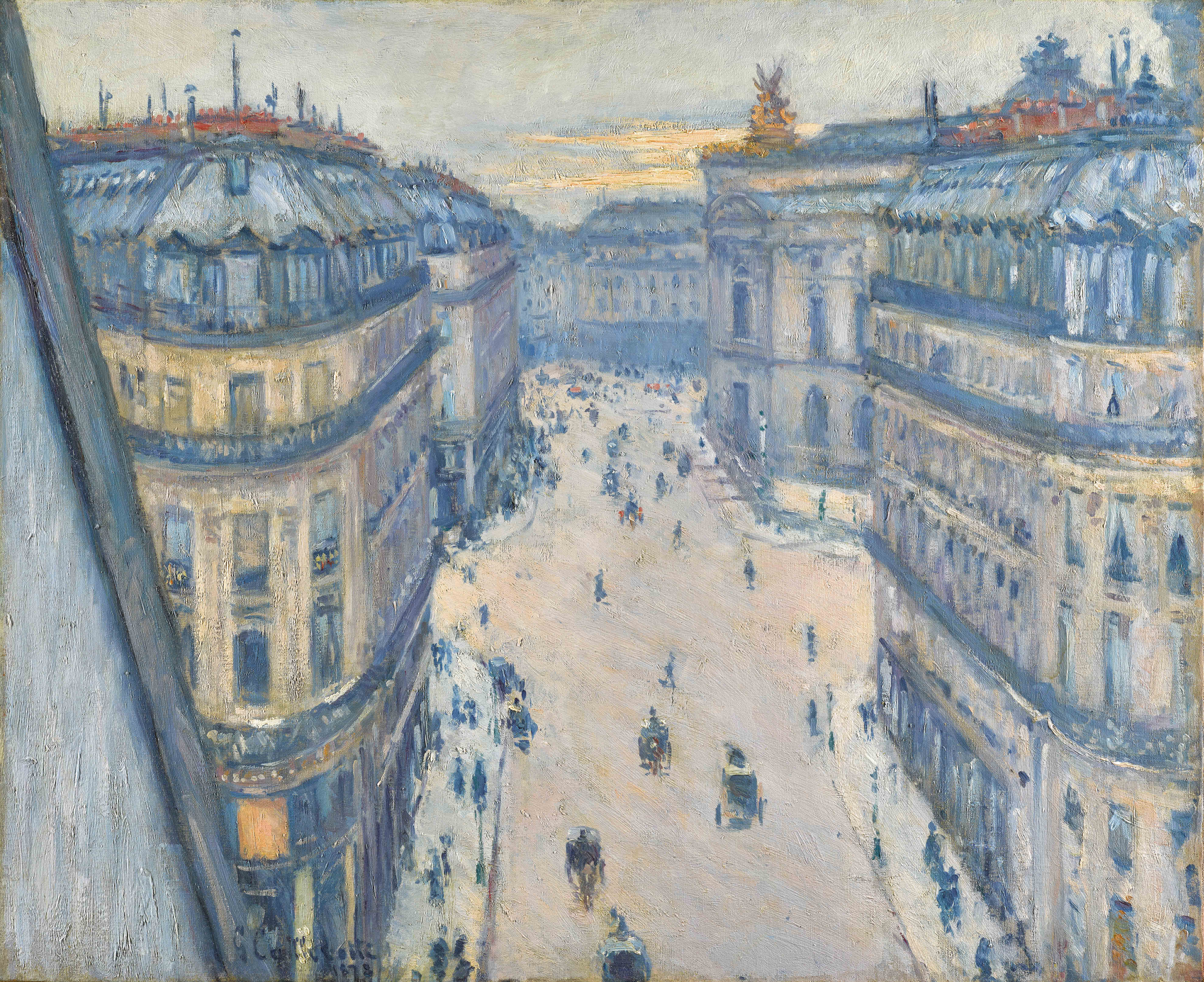
خیابان هالوی از طبقه ششم ۱۸۷۸ م. مجموعهٔ خصوصی
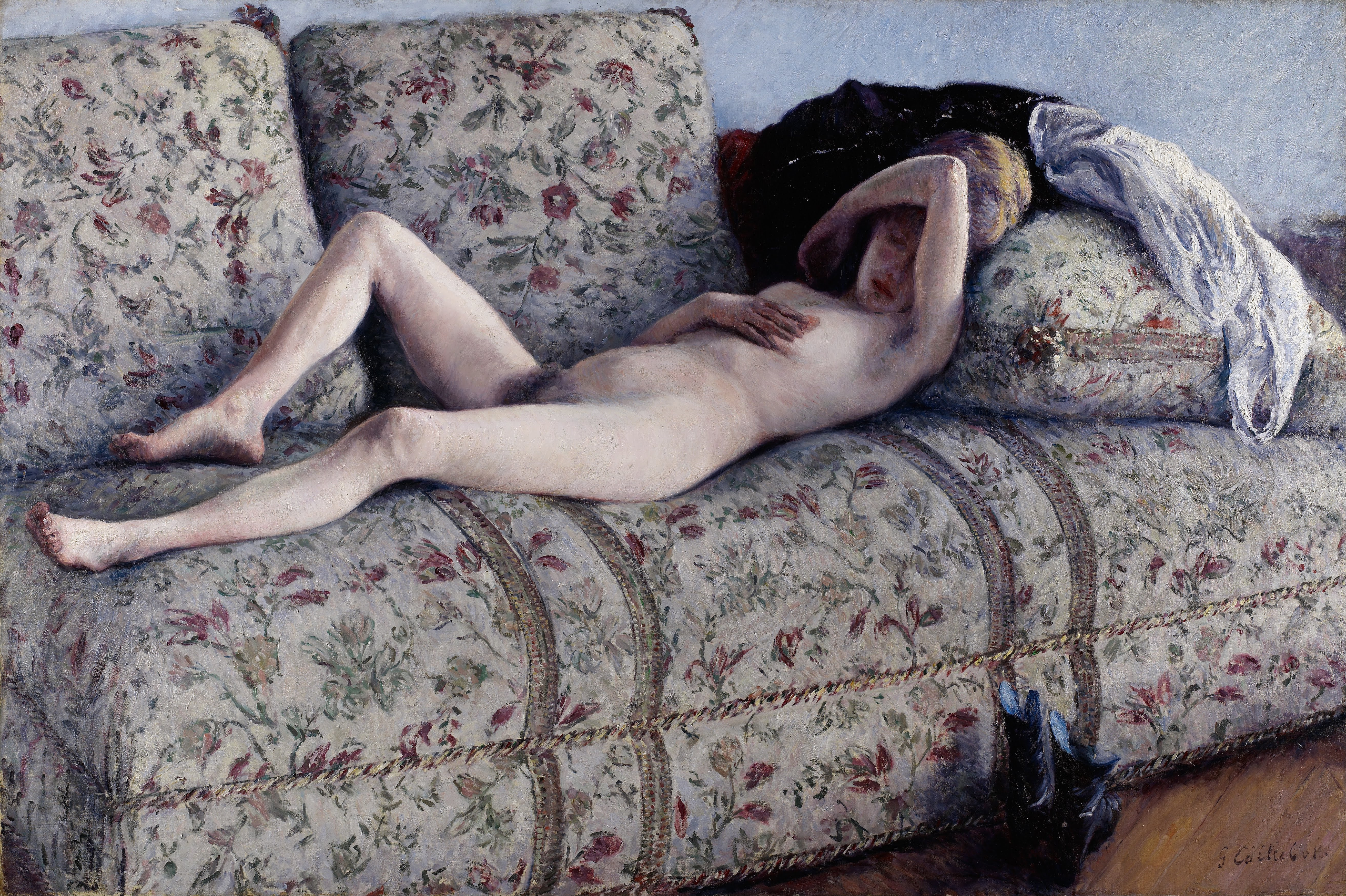
برهنهٔ لمیده بر روی مبل راحتی
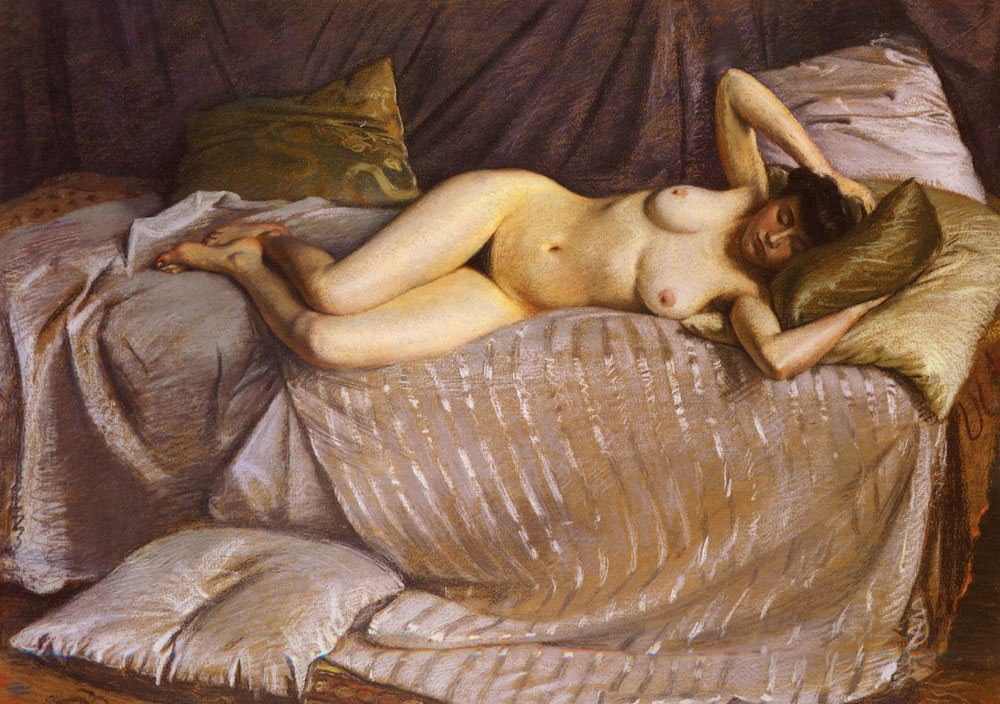
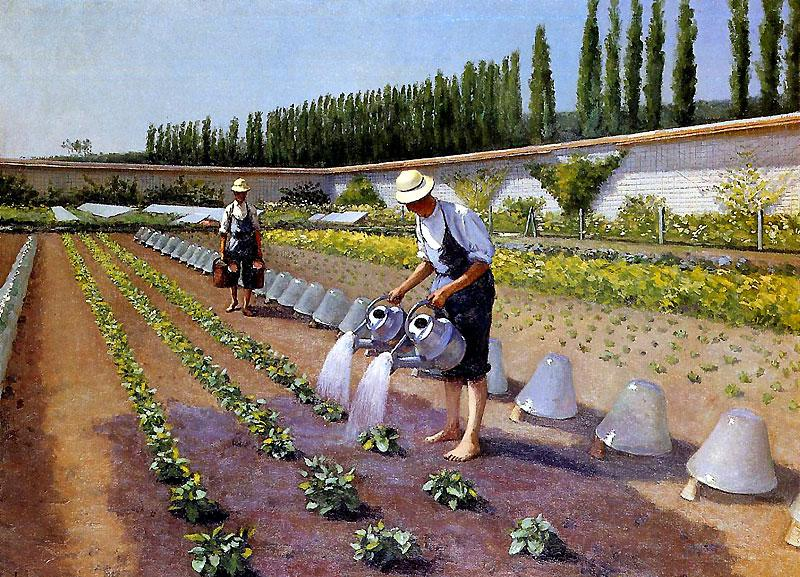
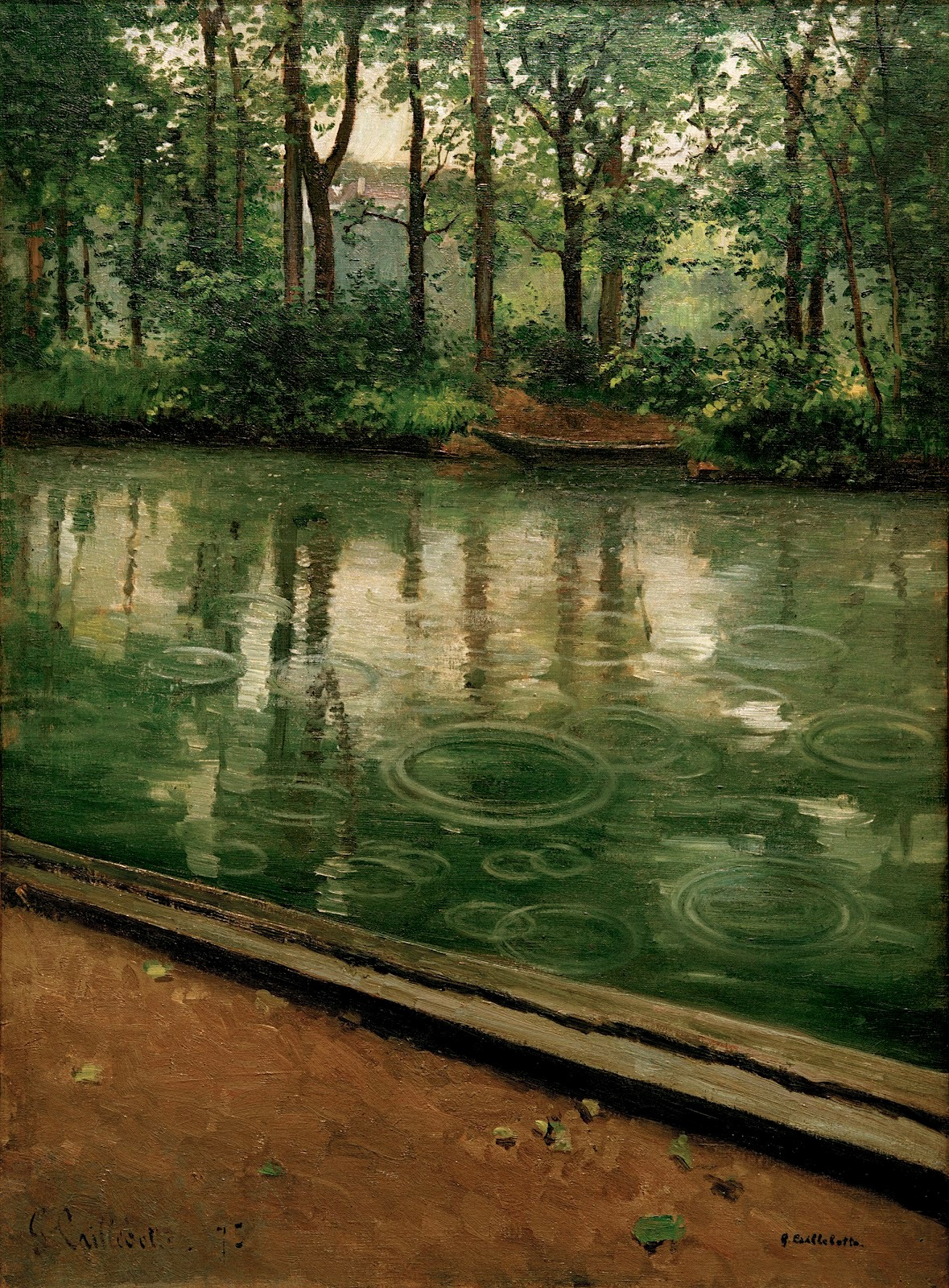
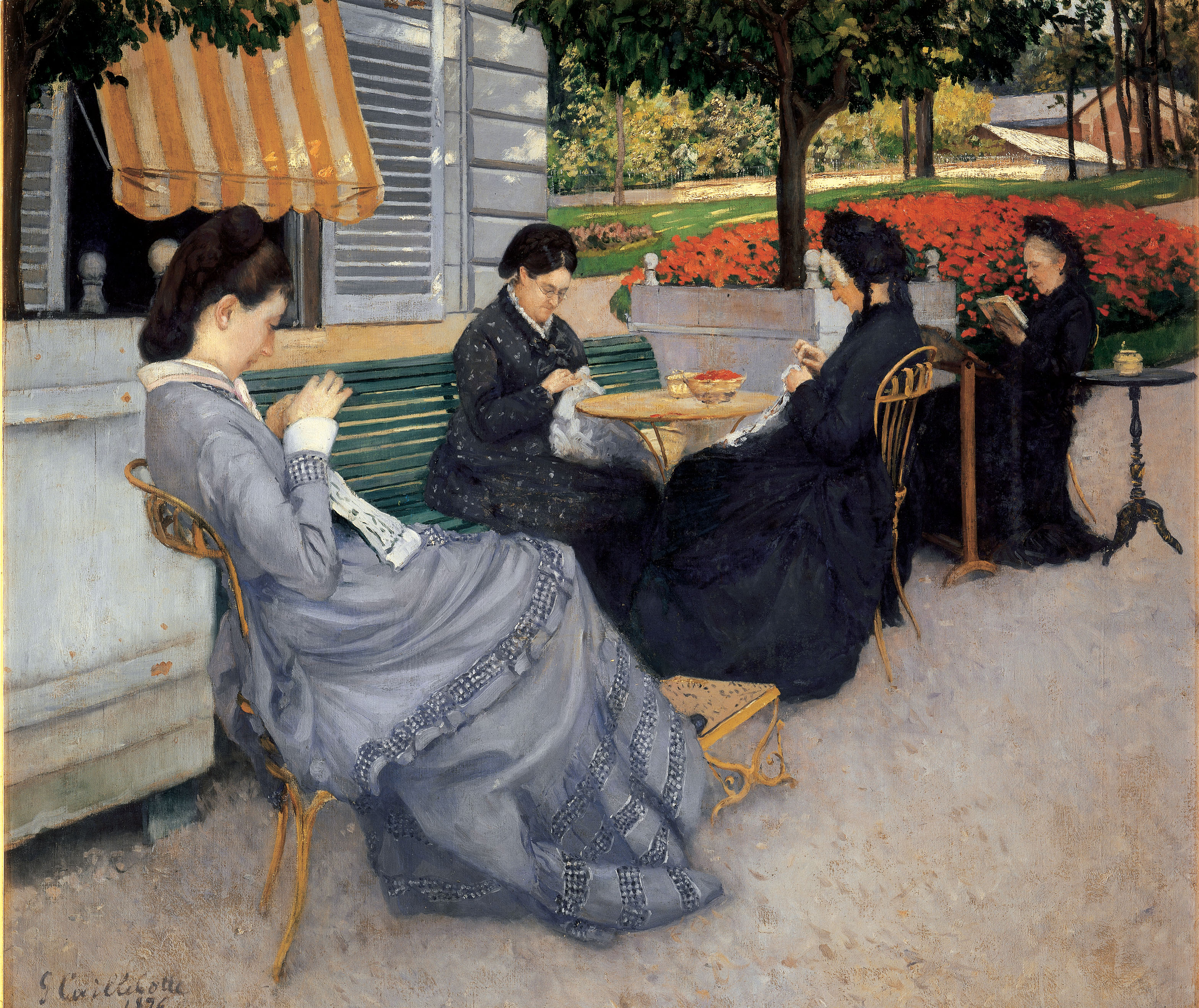
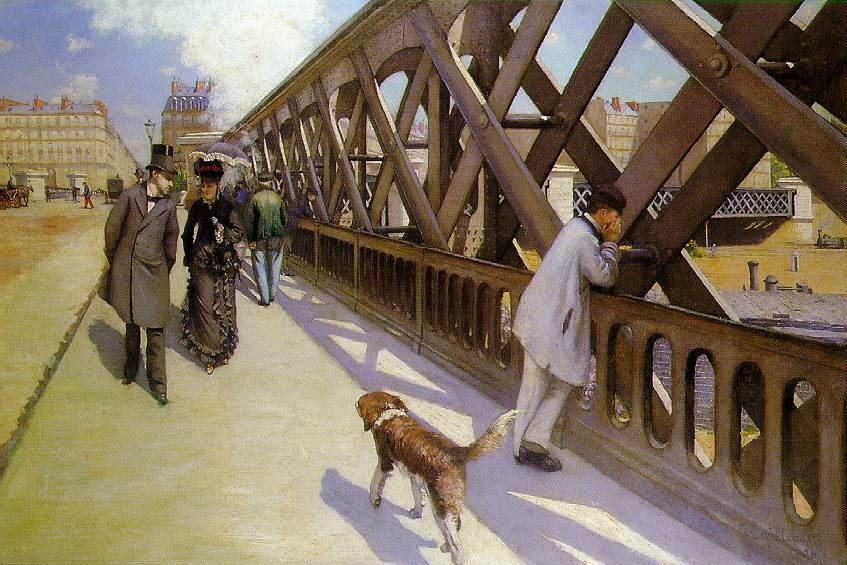
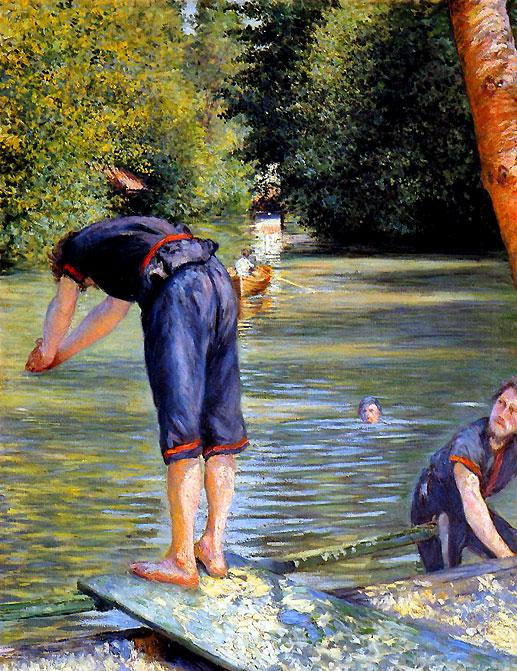
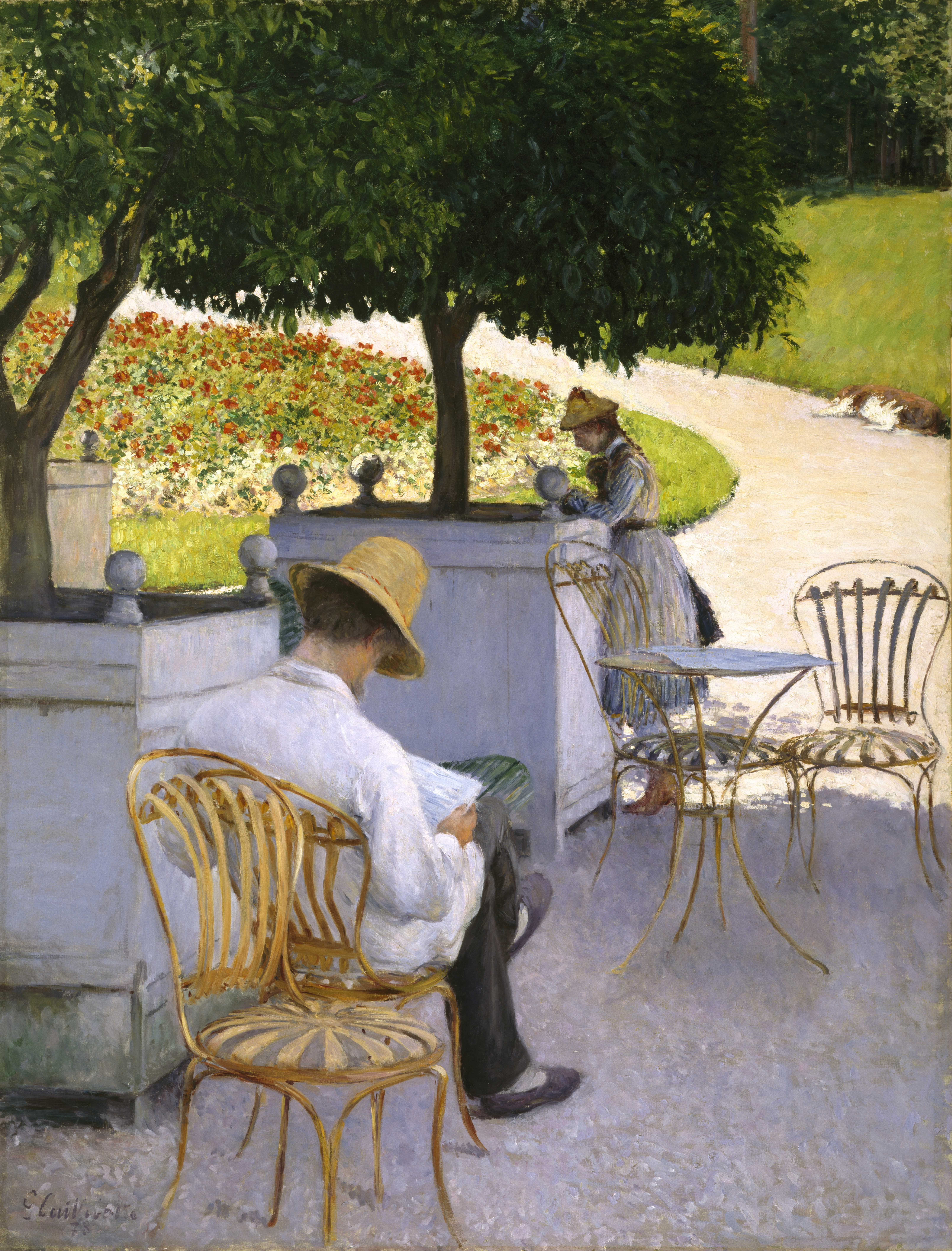
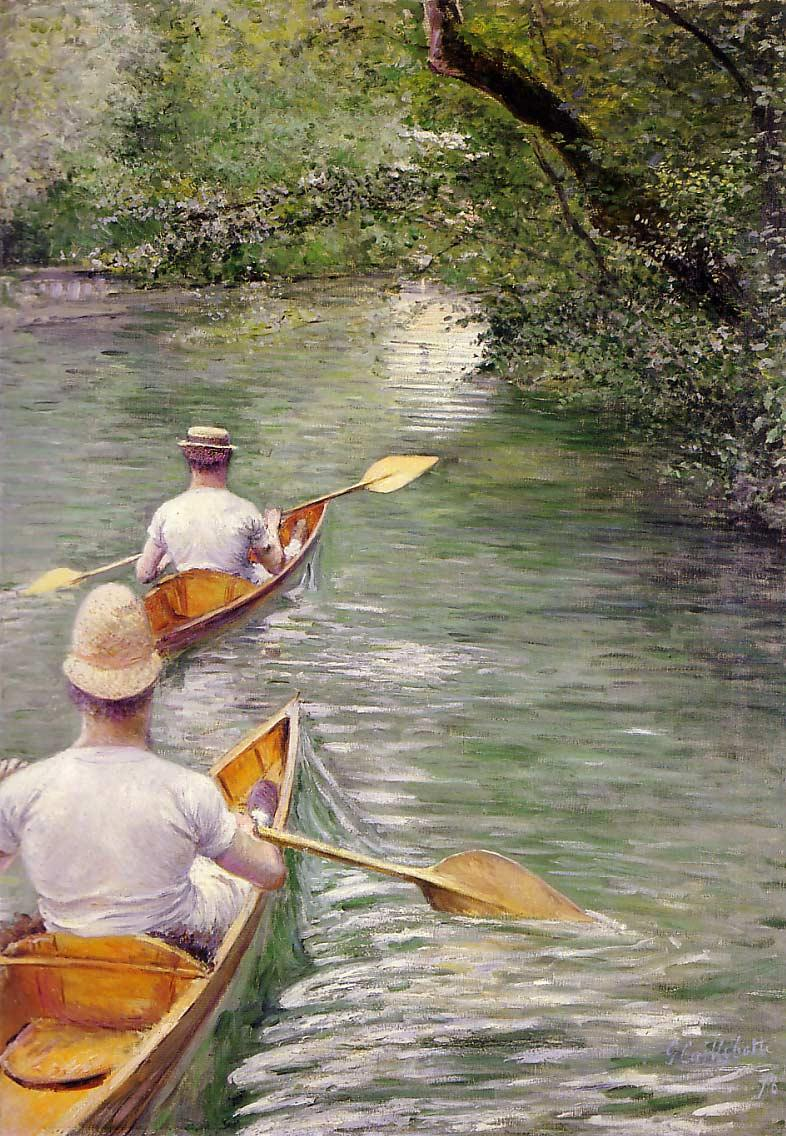
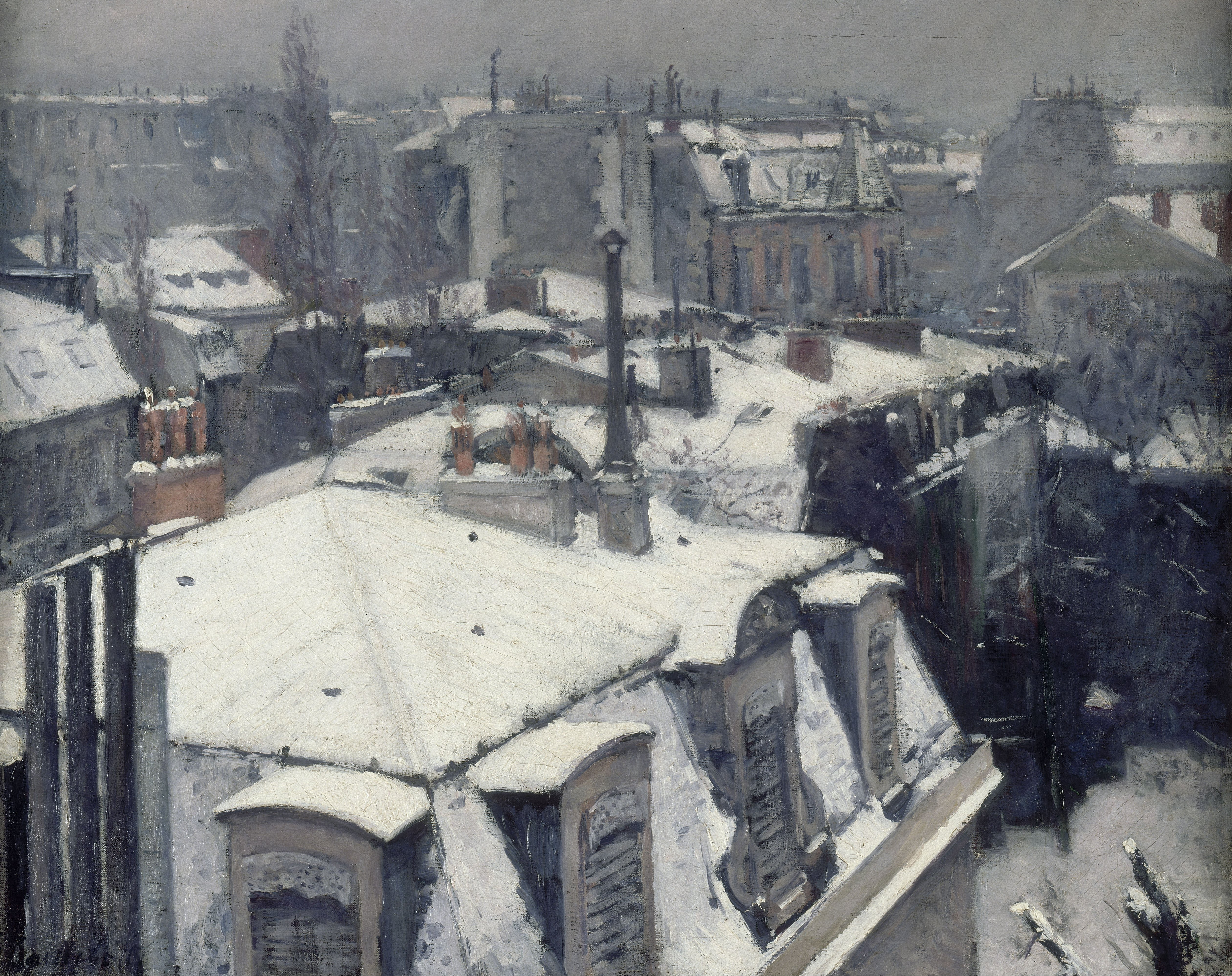
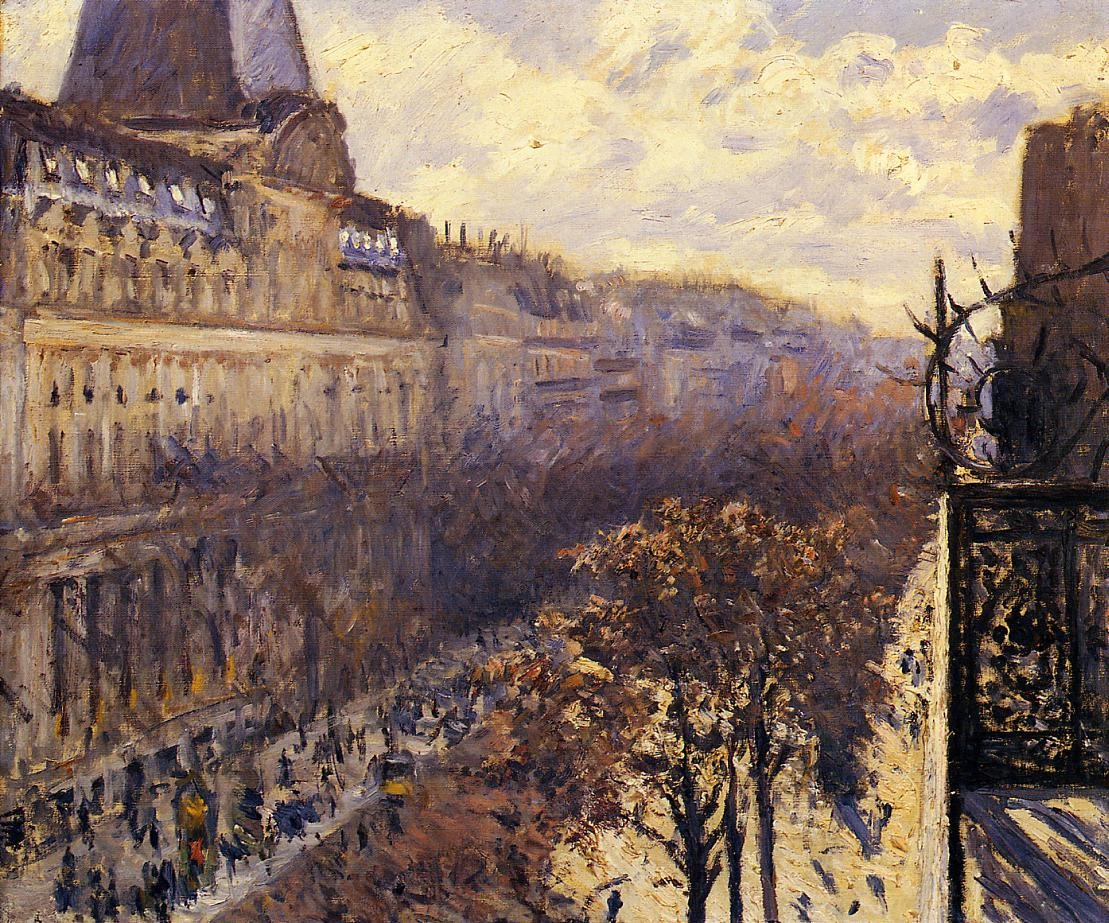
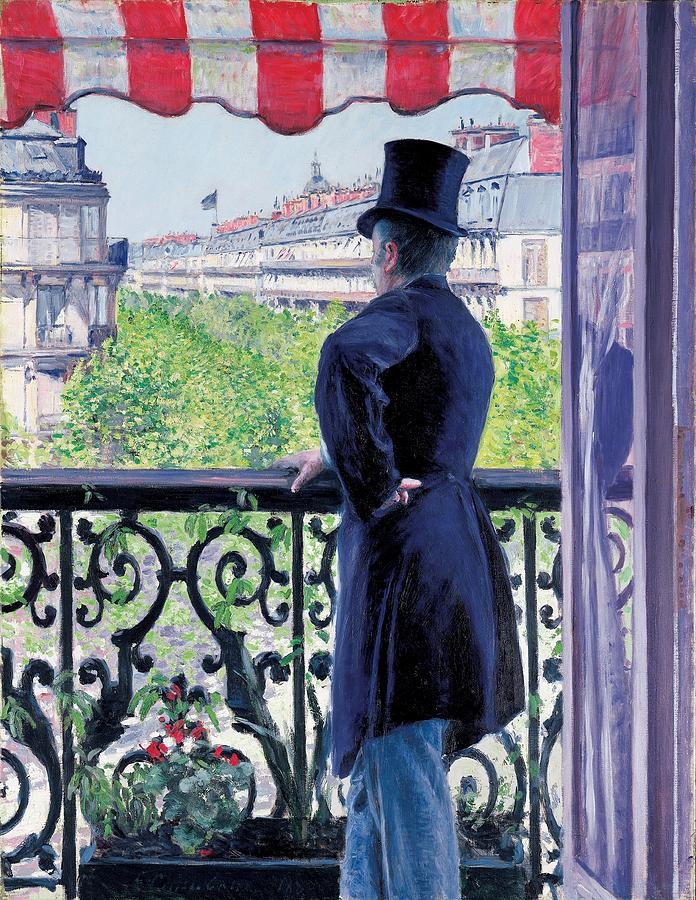
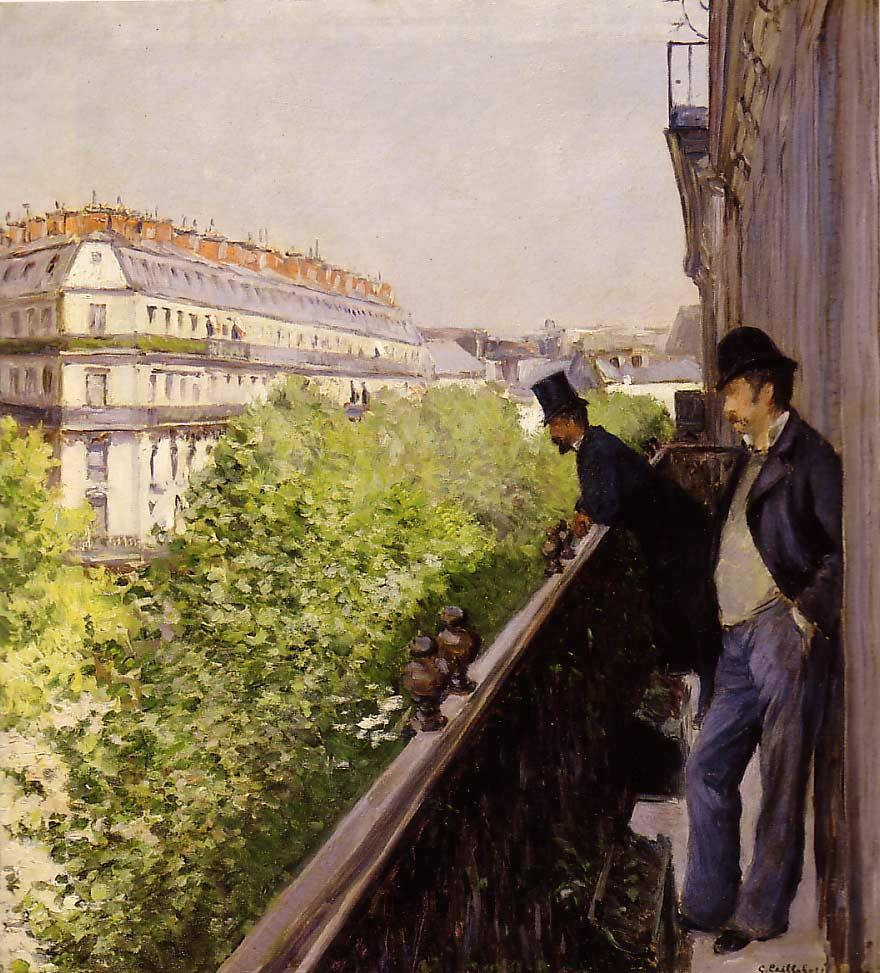
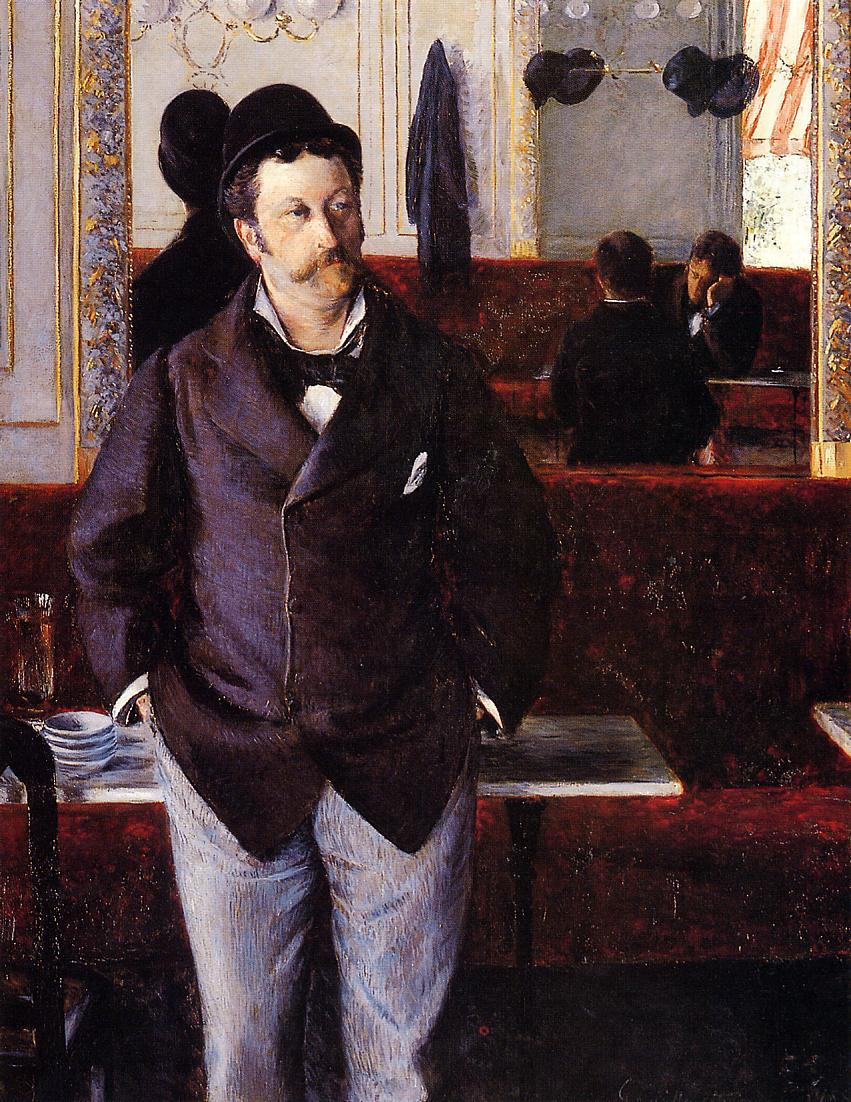
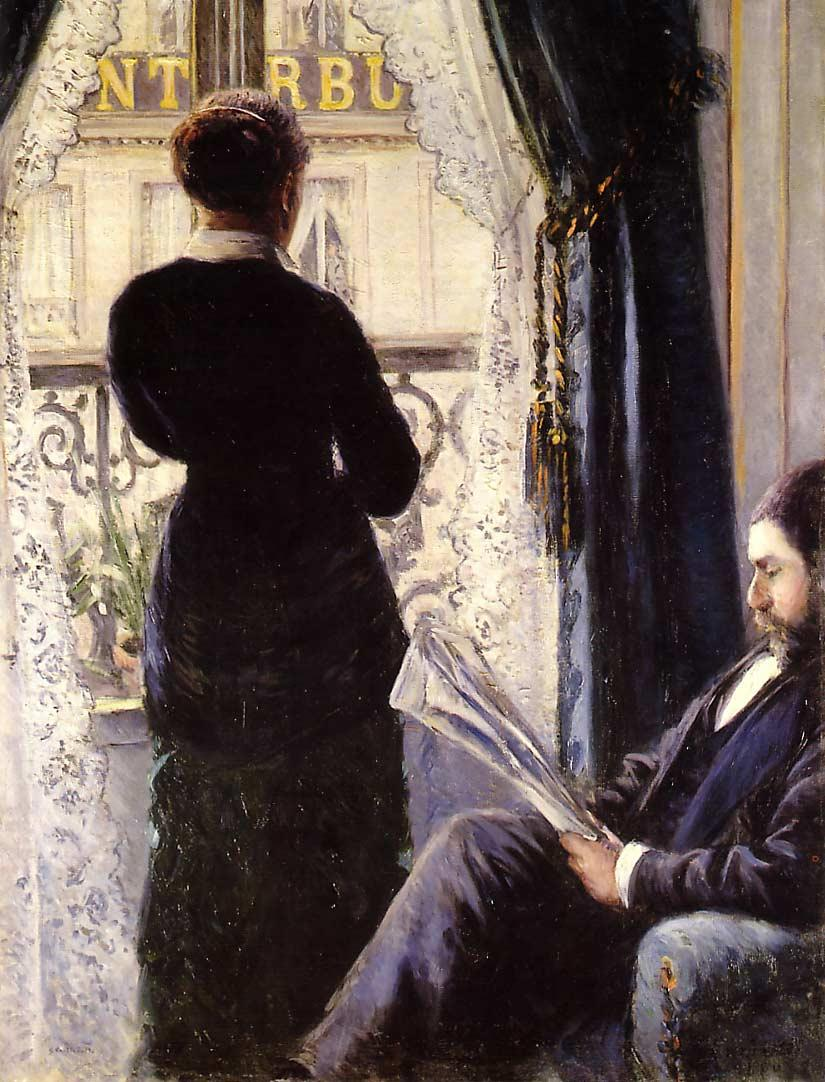
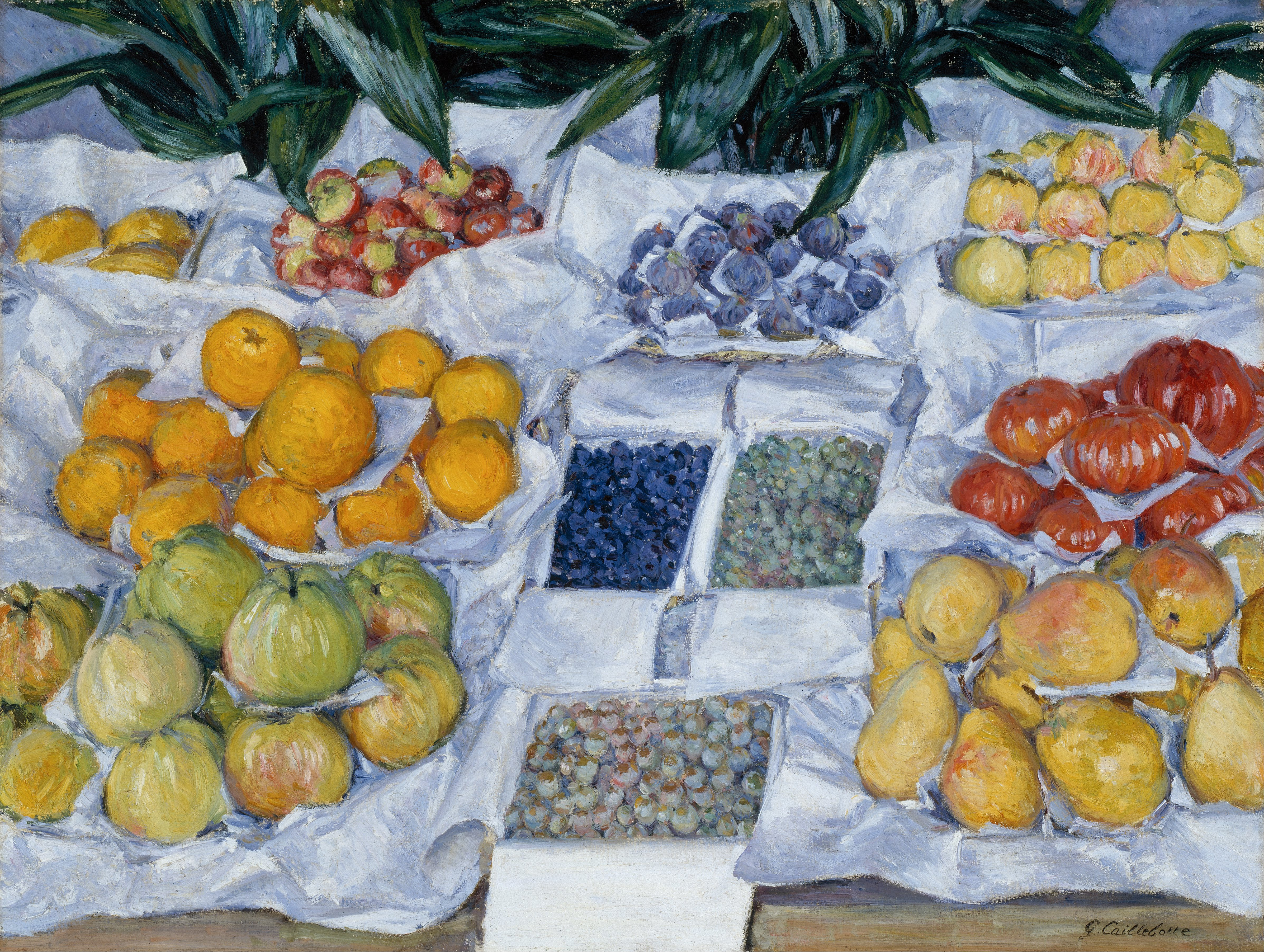
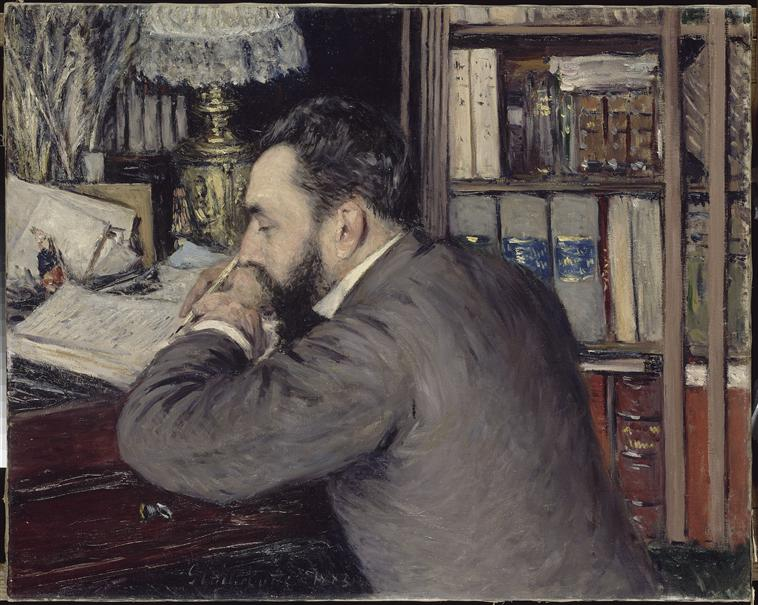
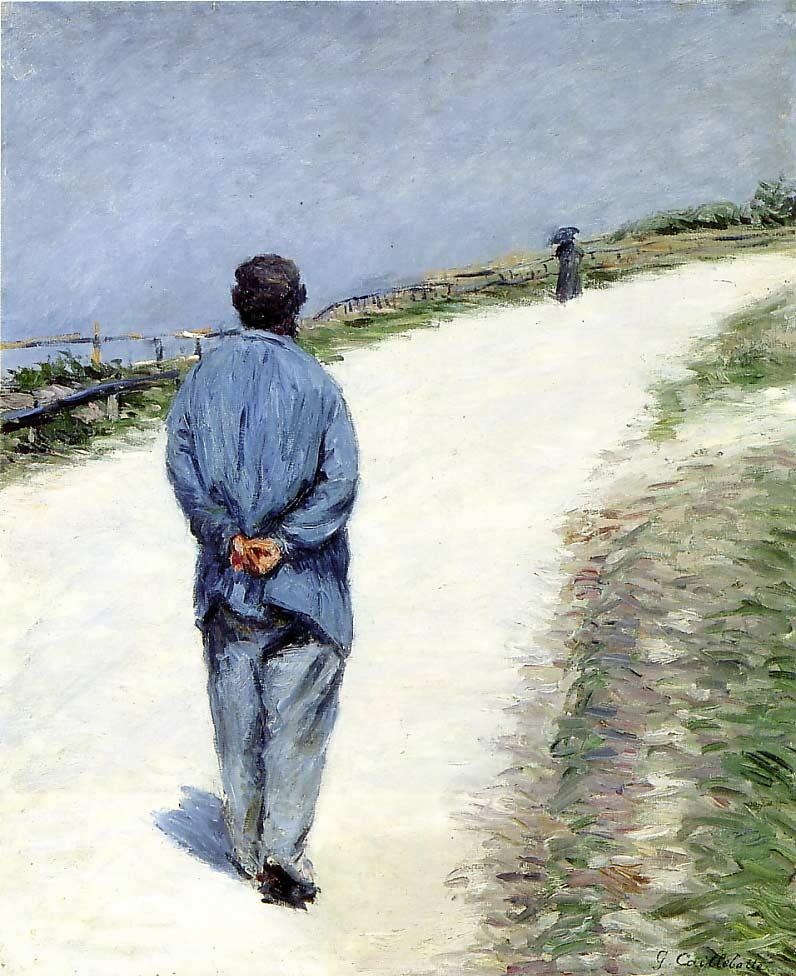
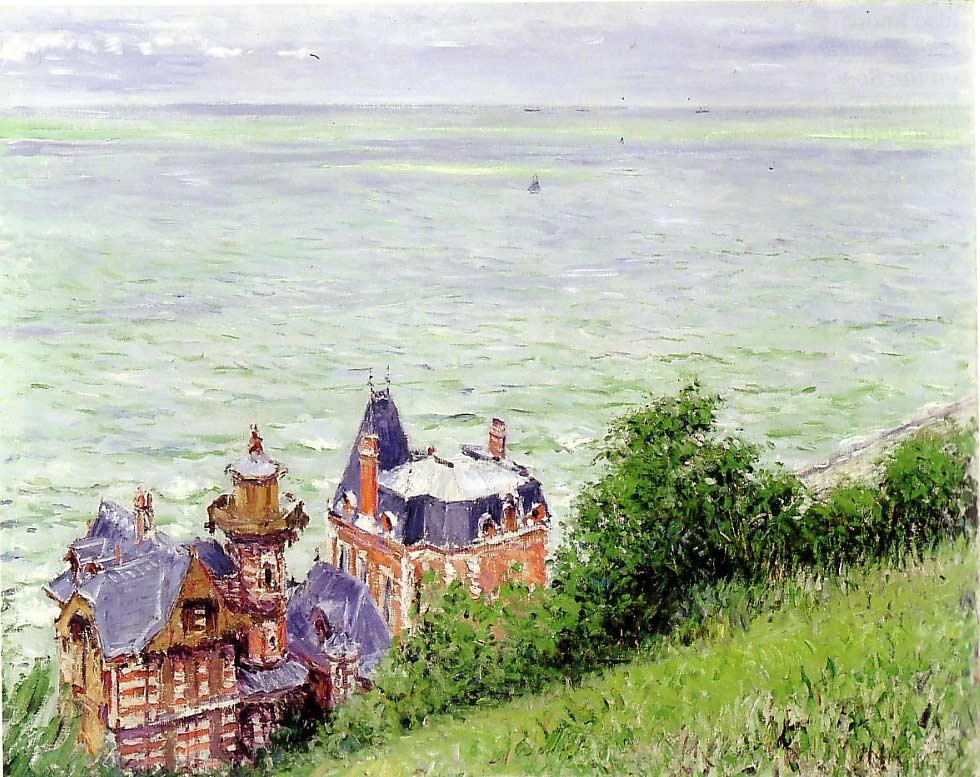
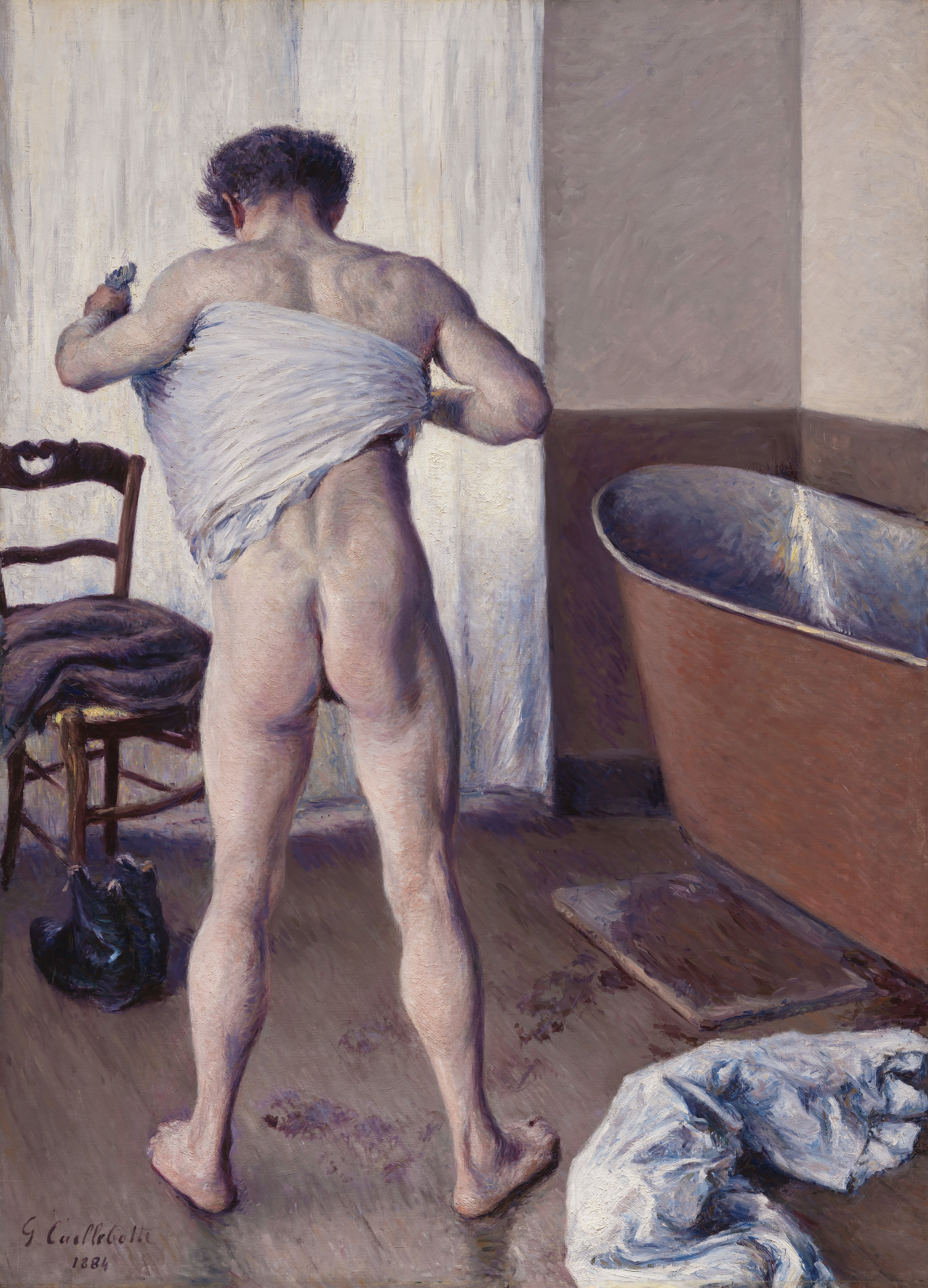
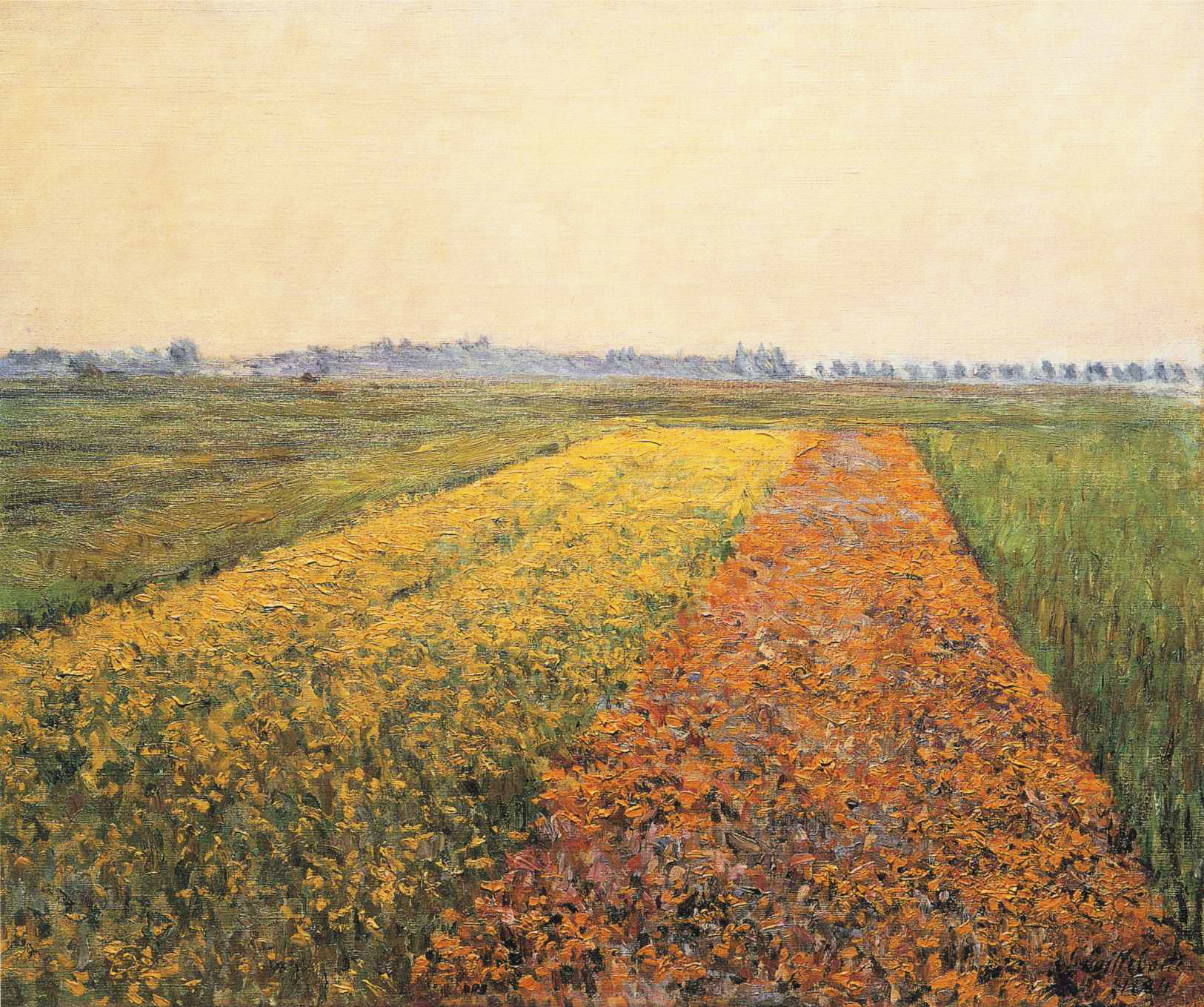
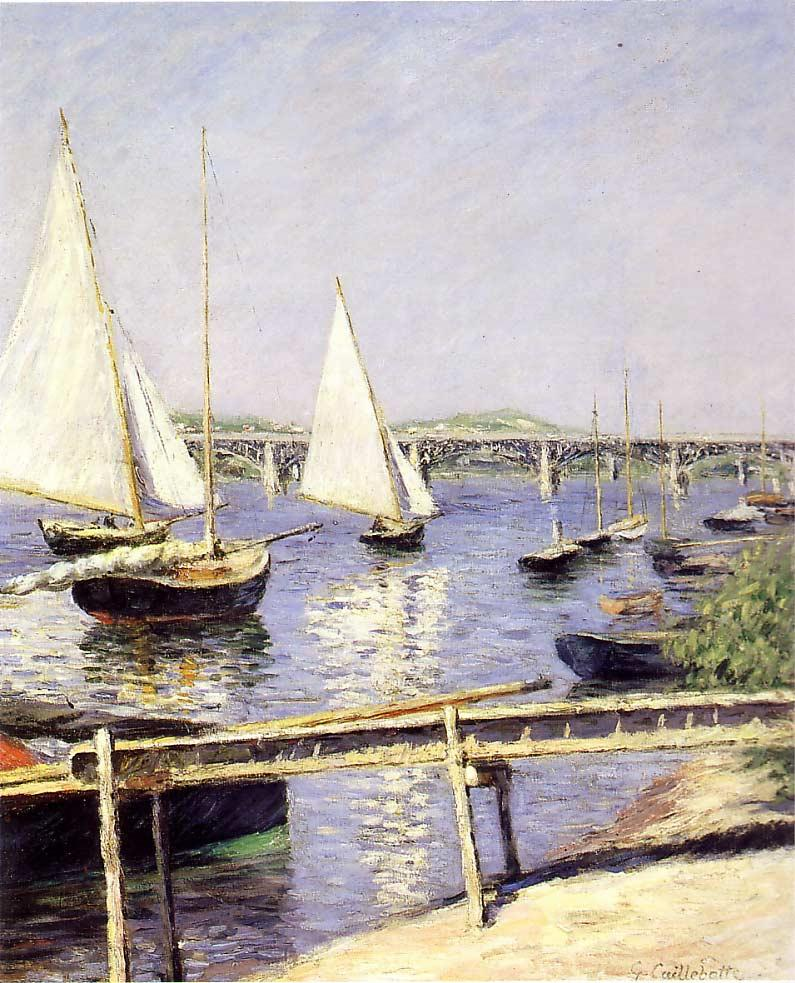
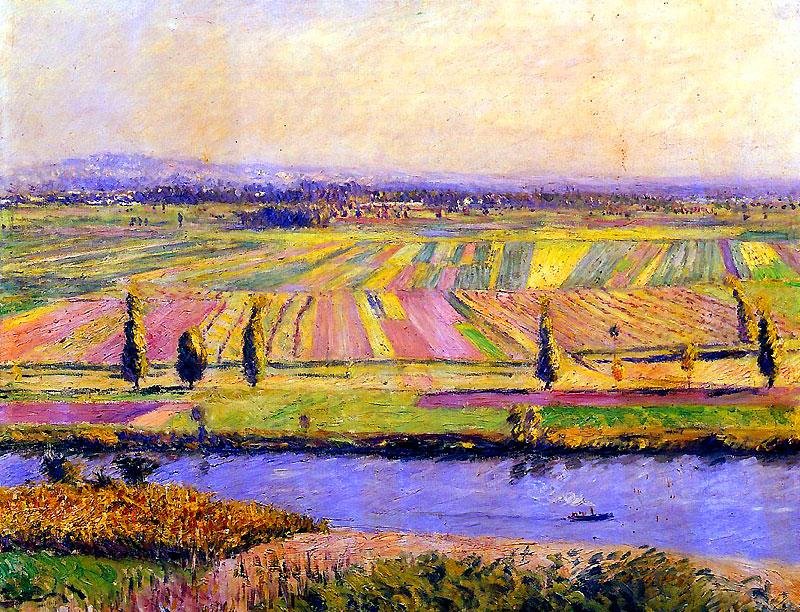
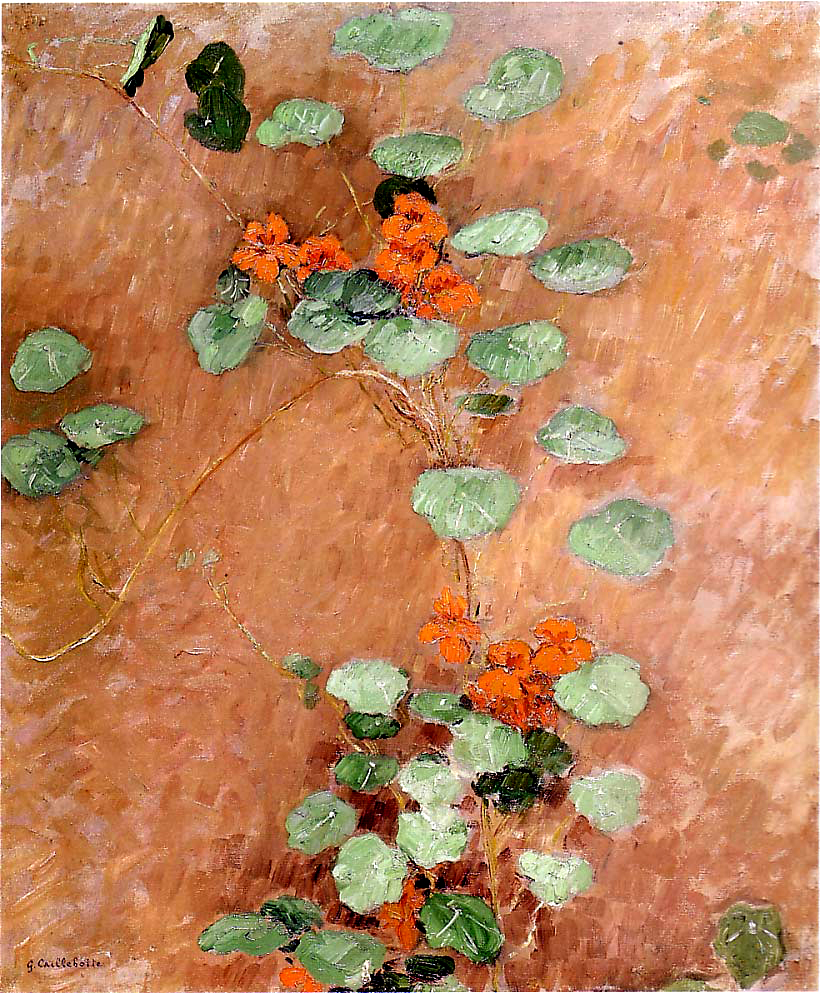
بین ۱۸۷۵ تا ۱۸۸۵ م.
مؤسسه هنر مینیاپولیس